# RJ Cyler
Ronald "RJ" Cyler II (Jacksonville, 1995. március 21. –) amerikai színész. 
Olyan filmekben szerepelt, mint az Én, Earl és a csaj, aki meg fog halni (2015), a Power Rangers (2017) és A vadnyugat törvényei szerint (2021).

## Élete
A floridai Jacksonville-ben született. Anyja szakács, apja pedig kamionsofőr. 2013-ban eladták mindenüket, hogy Kaliforniába költözhessenek. Mielőtt Cyler szerepelt volna az Én, Earl és a csaj, aki meg fog halni című filmben, szülei hajléktalanok voltak. Cyler Kaliforniában járt középiskolába.

## Filmográfia
Film
| Év   | Magyar cím                            | Eredeti cím                    | Szerep                      | Magyar hang     |
| ---- | ------------------------------------- | ------------------------------ | --------------------------- | --------------- |
| 2013 |                                       | Second Chances (rövidfilm)     | R. J.                       |                 |
| 2015 | Én, Earl és a csaj, aki meg fog halni | Me and Earl and the Dying Girl | Earl Jackson                | Szvetlov Balázs |
| 2017 | Power Rangers                         | Power Rangers                  | Billy Cranston / Kék Ranger | Renácz Zoltán   |
| 2017 |                                       | War Machine                    | Andy Moon műszaki őrmester  |                 |
| 2017 |                                       | Everything, Everything         | Vinny                       |                 |
| 2018 | A kokainkölyök                        | White Boy Rick                 | Rudell Curry                | Jéger Zsombor   |
| 2018 | Sierra Burgess egy lúzer              | Sierra Burgess Is a Loser      | Dan                         | Gacsal Ádám     |
| 2021 | R és J                                | R and J                        | Benvolio                    |                 |
| 2021 | A vadnyugat törvényei szerint         | The Harder They Fall           | James Beckwourth            | Gacsal Ádám     |
| 2022 |                                       | Emergency                      | Sean                        |                 |
| 2022 |                                       | Freedom's Path                 | Kitch                       |                 |
| 2023 | Csodák könyve                         | The Book of Clarence           | Éliás                       | Penke Bence     |

### Televízió
| Év        | Magyar cím            | Eredeti cím       | Szerep        | Megjegyzések                                         |
| --------- | --------------------- | ----------------- | ------------- | ---------------------------------------------------- |
| 2016      | Kib*zgatóhelyettesek  | Vice Principals   | Luke Brown    | 3 epizód                                             |
| 2017–2018 | Szénné égek idefent   | I'm Dying Up Here | Adam Proteau  | - főszereplő - magyar hangja: - Gacsal Ádám          |
| 2018      | Fekete Villám         | Black Lightning   | Todd Green    | visszatérő szereplő                                  |
| 2019      | Sikoly                | Scream            | Deion Elliot  | főszereplő (6 epizód)                                |
| 2019      | Sikoly                | Scream            | Marcus Elliot | 1 epizód                                             |
| 2019      | Mocsárlény: A sorozat | Swamp Thing       | Jones         | - visszatérő szereplő - magyar hangja: - Penke Bence |

## Díjak és jelölések
| Év   | Jelölt film   | Díj                | Kategória           | Eredmény | Forr. |
| ---- | ------------- | ------------------ | ------------------- | -------- | ----- |
| 2017 | Power Rangers | Teen Choice Awards | Choice jelenetrabló | Jelölve  | [ 6 ] |